# Норт Едвардс (Калифорнија)
Норт Едвардс (енгл. North Edwards) насељено је место без административног статуса у америчкој савезној држави Калифорнија.

## Демографија
По попису из 2010. године број становника је 1.058, што је 169 (-13,8%) становника мање него 2000. године.
| Група             | 2000.         | 2010.       |
| Белци             | 1.015 (82,7%) | 775 (73,3%) |
| Афроамериканци    | 24 (2,0%)     | 43 (4,1%)   |
| Азијати           | 26 (2,1%)     | 20 (1,9%)   |
| Хиспаноамериканци | 91 (7,4%)     | 179 (16,9%) |
| Укупно            | 1.227         | 1.058       |